# Agent national
L'agent national est une fonction créée sous la Révolution française, pendant la Terreur.

## Présentation
Le 28 brumaire an II (18 novembre 1793), Billaud-Varenne présente au nom du Comité de salut public un rapport sur l'organisation du Gouvernement révolutionnaire et un projet de décret adopté par la Convention nationale le 14 frimaire (4 décembre). Ce décret institue, dans sa deuxième section, articles 8 et 13 à 22, des agents nationaux pour représenter le gouvernement auprès des administrations des districts et des communes, en remplacement des procureurs-syndics de district, des procureurs de commune et de leurs substituts.
Suivant l'article 14, ces agents nationaux sont « chargés de requérir et de poursuivre l'exécution des lois, ainsi que de dénoncer les négligences apportées dans cette exécution, et les infractions qui pourraient se commettre ». Au contraire des autres autorités, sédentaires, « ils sont autorisés à se déplacer et à parcourir l'arrondissement de leur territoire, pour surveiller et s'assurer plus positivement que les lois sont exactement exécutées ». Cette activité de contrôle (aussi bien sur les autorités constituées que sur les particuliers) et l'étendue de leur domaine d'intervention (la surveillance de l'application des lois et des décisions de la Convention et de ses comités) leur assurent une grande puissance.
Suivant l'article 15, les procureurs-syndics de districts et les procureurs des communes ont été maintenus dans ces nouvelles fonctions, « à l'exception de ceux qui sont dans le cas d'être destitués ».
Purgés de leurs éléments terroristes après le 9 thermidor, les agents nationaux sont supprimés le 28 germinal an III (17 avril 1795).

## Quelques agents nationaux
- Philippe Buonarroti, agent national général du cercle d'Oneille
- Pierre-Gaspard Chaumette, procureur-syndic puis agent national de la Commune de Paris
- Joseph Bernard Delilia de Crose, procureur-syndic puis agent national du district de Nantua
- François-Michel Lantrac, agent national du département du Gers
- Claude-François de Payan, agent national de la Commune de Paris
- Gilles-Louis Richard, agent national de la commune d'Ernée
- Jean François Philibert Rossée, procureur-syndic puis agent national du district de Belfort
- Gabriel Jérôme Sénar, agent national de la commune de Tours
- Camille Teisseire, agent national de la commune de Grenoble
- Thomas Bouquerot de Voligny agent national du district de Clamecy
- Boniface Ansart agent national de la commune d'Arras